# Samsung Galaxy M23
El Samsung Galaxy M23 (o Samsung Galaxy M23 5G) es un teléfono inteligente de gama media fabricado por Samsung, parte de la serie Samsung Galaxy M. Este contando con 3 colores principales: Verde, azul y naranja/bronce. Fue anunciado el 4 de marzo de 2022.

## Características

### Hardware
El Galaxy M23 5G es un smartphone con factor de forma de tipo slate, cuyas dimensiones son 165,5 × 77 × 8,4 mm y un peso de 198 gramos.
El dispositivo está equipado con conectividad GSM, HSPA, LTE y 5G, Wi-Fi 802.11 a/b/g/n/ac de doble banda con Wi-Fi Direct y soporte para hotspot, Bluetooth 5.0 con A2DP y LE, GPS con A- GPS, BeiDou, GALILEO y GLONASS y NFC. Tiene un puerto USB-C 2.0 y una entrada jack de audio de 3,5 mm.
Cuenta con una pantalla táctil capacitiva TFT LCD Infinity-V de 6,6 pulgadas en diagonal, esquinas redondeadas y resolución FHD + de 1080×2408 píxeles. Admite una frecuencia de actualización de 120 Hz.
Tiene una batería de polímero de litio de 5000 mAh no extraíble por el usuario. Admite carga ultrarrápida de 25W.
Su chipset es un Qualcomm Snapdragon 750G 5G con CPU octa core (2 núcleos a 2,2 GHz + 6 núcleos a 1,8 GHz). Su memoria interna del tipo eMMC 5.1 es de 128 GB ampliables con microSD hasta 1 TB, mientras que la RAM es de 4 GB.
La cámara trasera tiene un sensor principal de 50 megapíxeles, con apertura f/1.8, un ultra gran angular de 8 MP y un sensor de profundidad de 2 MP, está equipada con autofoco PDAF, modo HDR y flash LED, capaz de grabar video 4K a 30 fotogramas por segundo, mientras que tiene una única cámara frontal de 8 MP con grabación de vídeo en Full HD a 30 fps y soporte HDR.

### Software
El sistema operativo es Android 12. Tiene la interfaz de usuario One UI 4.1.